# Proyecto 100 000
El Proyecto 100 000 (en inglés: Project 100,000, pronunciado /ˈpɹɑˌd͡ʒɛkt ˈhʌndɹəd ˈθaʊzənd/) fue un controvertido programa desarrollado por el Departamento de Defensa de los Estados Unidos (DoD) en los años 1960 con el fin de conseguir más reclutas que de otra manera habrían sido rechazados por no alcanzar las capacidades físicas o intelectuales exigidas. El proyecto fue apodado críticamente como los Cien Mil de McNamara (McNamara's 100,000), la locura de McNamara (McNamara's Folly), los idiotas de McNamara (McNamara's Morons), los inadaptados de McNamara (McNamara's Misfits) o el Cuerpo de Idiotas (Moron Corps).
El Proyecto 100 000 fue iniciado por el secretario de Defensa Robert McNamara en octubre de 1966 para satisfacer las crecientes demandas de tropas derivadas de la implicación estadounidense en la guerra de Vietnam. Según Hamilton Gregory, autor del libro McNamara's Folly: The Use of Low-IQ Troops in the Vietnam War (La locura de McNamara: el uso de tropas de bajo CI en la guerra de Vietnam), los reclutas incorporados a través del proyecto tuvieron una tasa de mortalidad tres veces mayor que el resto de tropas estadounidenses destinadas en Vietnam, y después de su servicio tuvieron menores ingresos y mayores tasas de divorcio que sus homólogos no veteranos. El proyecto concluyó en 1971.

## Antecedentes

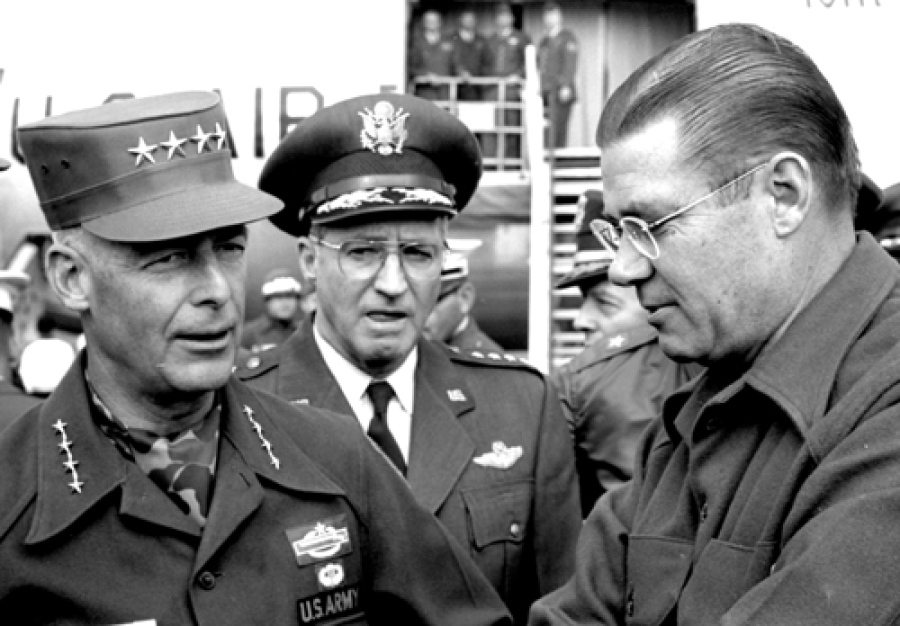
Robert McNamara, secretario de Defensa de los Estados Unidos, recibido por el general Paul L. Freeman Jr. durante una visita a la base aérea de Rhein-Main en Frankfurt (Alemania) en 1962.

En varias ocasiones a lo largo de la historia, las Fuerzas Armadas de los Estados Unidos han reclutado tropas con capacidades intelectuales o físicas por debajo de la norma. Durante la Segunda Guerra Mundial, se reclutaron soldados determinados percentiles bajos en los tests de aptitud mental. Sin embargo, esto contribuyó al establecimiento de un umbral mínimo de CI de 80 para el alistamiento. Otro ejemplo de esto tuvo lugar en los años 1980 debido a la mala calibración del examen de aptitud vocacional para los servicios armados (Armed Services Vocational Aptitude Battery o ASVAB).
Para octubre de 1966, los contingentes mensuales de reclutamiento habían ido aumentado regularmente durante 15 meses consecutivos hasta los 49 300 reclutas, el número más elevado desde principios de 1951, el pico de movilización de la guerra de Corea, cuando se llamó a filas a 80 000 hombres cada mes. En una serie de decisiones, el Pentágono bajó la puntuación requerida para el alistamiento al 10.º percentil en el test de cualificación de las Fuerzas Armadas, una bajada de 6 puntos.
Según Hamilton Gregory, autor de McNamara's Folly: The Use of Low-IQ Troops in the Vietnam War:

McNamara era un apasionado de la tecnología... McNamara creía que podía ganar la guerra de Vietnam gracias al uso de tecnología punta y al análisis informático... Y creía que podía aumentar la inteligencia de los soldados mediante el uso de cintas de video.
McNamara was a lover of technology... McNamara believed he could win the war in Vietnam through the use of advanced technology and computerized analysis... And he believed he could raise the intelligence of men through the use of video tapes.

## Proyecto
Los reclutas, promovidos como una respuesta a la guerra contra la pobreza del presidente Lyndon B. Johnson al dar formación y oportunidades a personas pobres y sin educación, fueron clasificados como «hombres de los nuevos estándares» (New Standards Men), o, peyorativamente, como el «Cuerpo de Idiotas» (Moron Corps). Se habían clasificado en la categoría IV del test de cualificación de las Fuerzas Armadas, lo que los situaba entre los percentiles 10 y 30. El número de soldados reclutados a través del programa varía según la fuente consultada entre más de 320 000 y 354 000, lo que incluía tanto alistados voluntarios como conscritos (54 % y 46 %, respectivamente). A pesar de relajarse las condiciones para el alistamiento, todos los hombres que formaban parte del Proyecto 100 000 fueron enviados a los mismos programas de formación y capacitación que el resto de reclutas, y, por tanto, con las mismas exigencias de rendimiento. El Ejército de los Estados Unidos recibió a la mayor parte (71 %) de los reclutas. El resto estuvo repartido entre los Marines (10 %), la Armada (10 %) y la Fuerza Aérea (9 %).
Entre los soldados reclutados a través del Proyecto 100 000, había quienes no hablaban inglés, tenían baja capacidad intelectual o discapacidades físicas menores o tenían un ligero sobrepeso o infrapeso.[cita requerida] El proyecto también incluyó una categoría especial formada por un grupo de control de soldados «normales». Cada categoría estaba identificada en los registros oficiales de personal por una letra roja de gran tamaño que se estampaba en la primera página de los contratos de alistamiento. Las oficinas de recursos humanos tenían que preparar informes sobre los soldados para enviarlos cada mes al Departamento del Ejército, aunque estos informes mensuales no revelaban la identidad de los soldados.

## Consecuencias

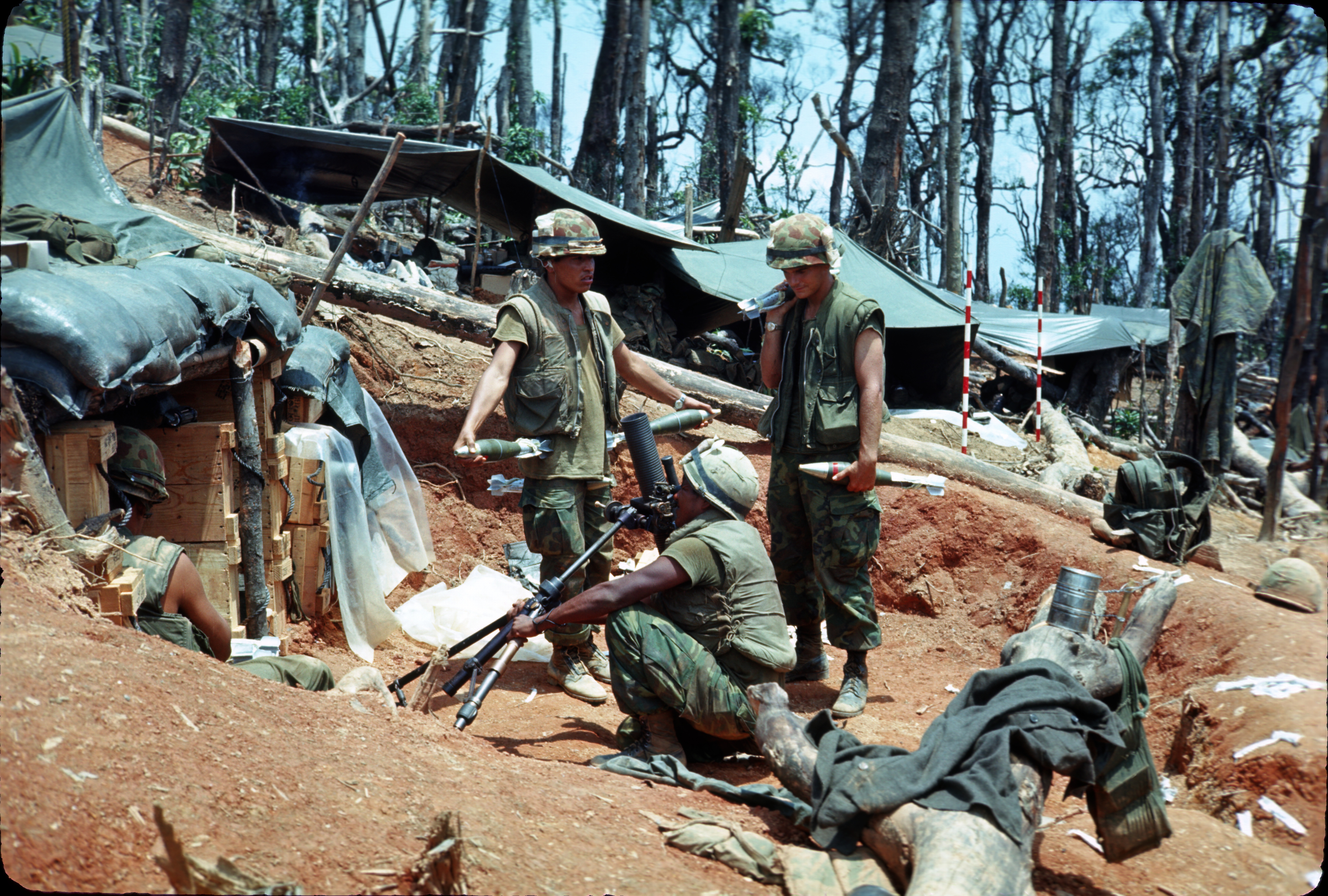
Pelotón de morteros del Cuerpo de Marines de los Estados Unidos en abril de 1969, el mes en que la presencia estadounidense en Vietnam alcanzó su pico con tropas desplegadas.

Aunque el proyecto fue promovido como una respuesta a la guerra contra la pobreza del presidente Lyndon B. Johnson, fue objeto de críticas. En cuanto a las consecuencias del programa, un estudio de 1989 patrocinado por el Departamento de Defensa de los Estados Unidos concluyó que:

Las comparaciones entre quienes participaron en el Proyecto 100 000 y sus homólogos no veteranos muestran que, en términos de empleo, educación e ingresos, los no veteranos tuvieron mejores resultados. Los veteranos tenían una mayor probabilidad de estar desempleados y de tener un nivel educativo significativamente inferior. La brecha de ingresos oscilaron entre los 5000 y los 7000 dólares [anuales] en favor de los no veteranos. Los veteranos mostraron una tasa de divorcios mayor.
Comparisons between Project 100,000 participants and their non-veteran peers showed that, in terms of employment status, educational achievement, and income, non-veterans appeared better off. Veterans were more likely to be unemployed and to have a significantly lower level of education. Income differences ranged from $5,000 [to] $7,000 in favor of non-veterans. Veterans were more likely to have been divorced.

En 1995, en una reseña del libro de McNamara In Retrospect: The Tragedy and Lessons of Vietnam (En retrospectiva: la tragedia y las lecciones de Vietnam) para el Washington Monthly, Myra McPherson criticó severamente el proyecto afirmando que «el programa ofrecía un billete de ida a Vietnam, donde estos hombres lucharon y murieron en cantidades desproporcionadas... los hombres del “Cuerpo de Idiotas” proporcionaron la carne de cañón necesaria para ayudar a evadir el horror político de cancelar los aplazamientos universitarios o de llamar a filas a los reservistas, que constituían un tabú para los blancos de clase adinerada».
En un editorial de 2006 para el New York Times, la profesora adjunta Kelly M. Greenhill tildó el Proyecto 100 000 de experimento fallido y comentó que «[d]emostró ser una distracción para el ejército y de poca ayuda para los hombres para los que se creó». Para explicar por qué a los veteranos les fue peor en la vida civil que a sus homólogos no veteranos, Greenhill planteó que podría tener que ver con las consecuencias psicológicas del combate o con la falta de preparación para la transición posmilitar.